# Schefflera brenesii
Schefflera brenesii är en araliaväxtart som beskrevs av Albert Charles Smith. Schefflera brenesii ingår i släktet Schefflera och familjen araliaväxter. IUCN kategoriserar arten globalt som sårbar. Inga underarter finns listade.